# موتور کامران گمشادزهی
موتور کامران گمشادزهی روستایی در دهستان تهلاب بخش ریگ ملک شهرستان میرجاوه استان سیستان و بلوچستان ایران است.

## جمعیت
بر پایه سرشماری عمومی نفوس و مسکن در سال ۱۳۹۵ جمعیت این مکان ۴۸ نفر (۷خانوار) بوده‌است.